# Wereldkampioenschappen synchroonzwemmen 2017
De wereldkampioenschappen synchroonzwemmen 2017 werden van 14 tot en met 22 juli 2017 gehouden in het Városliget in Boedapest, Hongarije. Het toernooi was integraal onderdeel van de wereldkampioenschappen zwemsporten 2017.

## Programma
| V | Voorronde | Goud | Finale |

| Onderdeel          | Juli | Juli | Juli | Juli | Juli | Juli | Juli | Juli | Juli |
| Onderdeel          | 14   | 15   | 16   | 17   | 18   | 19   | 20   | 21   | 22   |
| Solo               | Solo | Solo | Solo | Solo | Solo | Solo | Solo | Solo | Solo |
| ------------------ | ---- | ---- | ---- | ---- | ---- | ---- | ---- | ---- | ---- |
| Technische routine | V    | Goud |      |      |      |      |      |      |      |
| Vrije routine      |      |      |      | V    |      | Goud |      |      |      |
| Duet               |      |      |      |      |      |      |      |      |      |
| Technische routine | V    |      | Goud |      |      |      |      |      |      |
| Vrije routine      |      |      |      |      | V    |      | Goud |      |      |
| Gemengd duet       |      |      |      |      |      |      |      |      |      |
| Technische routine |      | V    |      | Goud |      |      |      |      |      |
| Vrije routine      |      |      |      |      |      |      |      | V    | Goud |
| Team               |      |      |      |      |      |      |      |      |      |
| Technische routine |      |      | V    |      | Goud |      |      |      |      |
| Vrije routine      |      |      |      |      |      | V    |      | Goud |      |
| Vrije combinatie   |      |      |      |      |      |      | V    |      | Goud |
| Totaal             |      | 1    | 1    | 1    | 1    | 1    | 1    | 1    | 2    |

## Medailles
| Onderdeel          | Goud | Goud | Zilver | Zilver | Brons | Brons |
| Solo               | Solo | Solo | Solo   | Solo | Solo  | Solo |
| ------------------ | ---- | --- | ------ | --- | ----- | --- |
| Technische routine | RUS  | Svetlana Kolesnitsjenko | ESP    | Ona Carbonell | UKR   | Anna Volosjyna |
| Vrije routine      | RUS  | Svetlana Kolesnitsjenko | ESP    | Ona Carbonell | UKR   | Anna Volosjyna |
| Duet               |      | |        | |       | |
| Technische routine | RUS  | Svetlana Kolesnitsjenko Aleksandra Patskevitsj                                                                                            | CHN    | Jiang Tingting Jiang Wenwen | UKR   | Anna Volosjyna Jelizaveta Jachno |
| Vrije routine      | RUS  | Svetlana Kolesnitsjenko Aleksandra Patskevitsj                                                                                            | CHN    | Jiang Tingting Jiang Wenwen | UKR   | Anna Volosjyna Jelizaveta Jachno |
| Gemengd duet       |      | |        | |       | |
| Technische routine | ITA  | Manila Flamini Giorgio Minisini | RUS    | Michaela Kalantsja Aleksandr Maltsev | USA   | Kanako Spendlove Bill May |
| Vrije routine      | RUS  | Michaela Kalantsja Aleksandr Maltsev | ITA    | Manila Flamini Giorgio Minisini | USA   | Kanako Spendlove Bill May |
| Team               |      | |        | |       | |
| Technische routine | RUS  | Anastasia Bajandina Darja Bajandina Vlada Tsjigireva Marina Goljadkina Veronika Kalinina Polina Komar Maria Sjoerotsjkina Darina Valitova | CHN    | Feng Yu Guo Li Liang Xinping Tang Mengni Wang Liuyi Wang Qianyi Xiao Yanning Yin Chengxin                                                            | JPN   | Sakiko Akutsu Juka Fukumura Yukiko Inui Minami Kono Kei Marumo Kanami Nakamaki Mai Nakamura Kano Omata                                               |
| Vrije routine      | RUS  | Anastasia Bajandina Darja Bajandina Vlada Tsjigireva Marina Goljadkina Veronika Kalinina Polina Komar Maria Sjoerotsjkina Darina Valitova | CHN    | Feng Yu Guo Li Liang Xinping Tang Mengni Chang Hao Yu Lele Xiao Yanning Yin Chengxin                                                                 | UKR   | Vladyslava Aleksijva Valerija Aprielieva Anna Volosjyna Oleksandra Kasjoeba Jelizaveta Jachno Anastasija Savtsjoek Ksenia Sydorenko Maryna Aleksijva |
| Combinatie         | CHN  | Chang Hao Feng Yu Guo Li Liang Xinping Tang Mengni Wang Liuyi Wang Qianyi Xiao Yanning Yin Chengxin Yu Lele                               | UKR    | Vladyslava Aleksijva Valerija Aprielieva Anna Volosjyna Oleksandra Kasjoeba Jelizaveta Jachno Anastasija Savtsjoek Ksenia Sydorenko Maryna Aleksijva | JPN   | Sakiko Akutsu Juka Fukumura Yukiko Inui Minami Kono Kei Marumo Kanami Nakamaki Mai Nakamura Kano Omata Yuriko Osawa Asuka Tasaki                     |

### Medaillespiegel
| Plaats | Land             | Goud | Zilver | Brons | Totaal |
| 1      | Rusland          | 7    | 1      | 0     | 8      |
| 2      | China            | 1    | 4      | 0     | 5      |
| 3      | Italië           | 1    | 1      | 0     | 2      |
| 4      | Spanje           | 0    | 2      | 0     | 2      |
| 5      | Oekraïne         | 0    | 1      | 5     | 6      |
| 6      | Japan            | 0    | 0      | 2     | 2      |
| 6      | Verenigde Staten | 0    | 0      | 2     | 2      |
| Totaal | Totaal           | 9    | 9      | 9     | 27     |